# Polyrhachis thais
Polyrhachis thais é uma espécie de formiga do gênero Polyrhachis, pertencente à subfamília Formicinae.